# Театральная мастерская «АСБ»
Театральная мастерская «АСБ» — театральная мастерская, созданная в 2000 году в Санкт-Петербурге.

## История
Театральная мастерская была создана петербургским режиссёром Алексеем Янковским в 2000 году под названием «Мастерская по реабилитации актеров государственных и академических театров драмы». Первым спектаклем был независимый дипломный спектакль выпускников Санкт-Петербургской государственной академии театрального искусства «Женщины… в пейзаже сцены» по текстам Алексея Шипенко (реж. Алексей Янковский) под эгидой «Классик-театра», предоставившего свою территорию.
Непосредственно сама Театральная мастерская «АСБ» сформировалась в результате спектаклей, поставленных в театре «Особняк»: «Я… Она… Не Я и Я…» и «Активная сторона бесконечности». По названию последнего спектакля мастерская и получила своё имя «АСБ».
Театральная мастерская «АСБ» не имеет стабильной площадки и собственных репетиционных помещений. Мастерская реализует свои проекты как совместно с государственными и негосударственными театрами, так и со свободными актерами. Проекты играются на арендуемых площадках и различных фестивалях. Руководителями проектов являются театры или актеры, которые делающие заказ Театральной мастерской «АСБ» на постановку. Главным условием сотрудничества является не коммерческая привлекательность проектов, а желание и готовность театров и актеров к подобной работе.

## Наиболее известные спектакли
- - 1995 — «Женщины…в пейзаже сцены» по текстам Алексея Шипенко, «Классик-Центр», Санкт-Петербург
  - 1995 — «Четвёртый стул» Т. Гуэрры, Театр «Комедианты»
  - 1996 — «Человеческий Голос» Ж. Кокто / Клима, Театр-Фестиваль «Балтийский Дом», Санкт-Петербург (спектакль — лауреат фестиваля «Монокль» в номинации лучшая режиссура)
  - 1996 — «Торжество любви» П.-К. Мариво, СПбГАТИ, курс В. М. Фильштинского
  - 1996 — «Концерт по заявкам» Ф. Креца, СПбГАТИ, курс В. М. Фильштинского
  - 1996 — «Сталкер» по Братьям Стругацким. СПбГАТИ, дипломный спектакль курса В. М. Фильштинского
  - 1998 — «Там живут люди», Государственный Театр «Сатиры» на Васильевском (спектакль – номинант высшей театральной премии Санкт-Петербурга «Золотой софит»)
  - 2000 — «Активная сторона бесконечности» К. Кастанеды /Клима, Театр «Особняк» (участие в фестивалях «Новая драма» г. Москва, «Майские чтения» г. Тольятти)
  - 2001 — «Я… Она… Не Я и Я…» Театр «Особняк», Театральная мастерская «АСБ»[1]
  - 2001 — «Здравствуй и прощай» А. Фугарда, Российский государственный академический театр драмы им. А. С. Пушкина (Александринский театр)
  - 2002 — «Ромео и Джульетта» У. Шекспира / Клима, Черниговский Государственный Молодёжный Театр
  - 2003 — «Анна Каренина» Л. Толстого /Клима, Черниговский Государственный Молодёжный Театр
  - 2004 — «Ромео и Джульетта» У. Шекспира /Клима, Омский государственный драматический «Пятый театр»
  - 2004 — «Отелло» Клима, Омский государственный драматический «Пятый театр»
  - 2004 — «Падший ангел» Клима, Омский государственный драматический «Пятый театр»
  - 2005 — «Кабаре «Бухенвальд» Клима, Театральная мастерская «АСБ»
  - 2005 — «Толкователь Апокалипсиса» Клима, Театральная мастерская «АСБ»
  - 2006 — «Отелло» Клима, Черниговский Государственный Молодёжный Театр
  - 2007 — «Девочка и спички» Театральная мастерская «АСБ»
  - 2007 — «Достоевский-Честертон: Парадоксы преступления или одинокие всадники Апокалипсиса» Клима, Челябинский государственный драматический «Камерный театр»
  - 2008 — «Толкователь Апокалипсиса» Клима, Совместный проект с Алексеем Багдасаровым, Москва, Центр драматургии и режиссуры А. Казанцева и М. Рощина
  - 2009 — «Человек-Подушка» Мартина МакДонаха, перевод Павла Руднева, Екатеринбургский драматический театр «Волхонка»
  - 2009 — «Чайка» А. Чехова, Челябинский государственный драматический «Камерный театр» [1]
  - 2009 — «Злой спектакль» Клима, Театральная мастерская «АСБ»
  - 2010 — «Валентинов день» И. Вырыпаева, Санкт-Петербургский Молодёжный театр на Фонтанке [2]
  - 2011 — «Торжество любви» П.-К. де Мариво, Екатеринбургский драматический театр «Волхонка»
  - 2011 — «Однорукий из Спокана» Мартина МакДонаха, перевод Павла Руднева, Екатеринбургский драматический театр «Волхонка»
  - 2011 — «Битва негра с собаками» Б.-М. Кольтеса, перевод Натальи Санниковой, Екатеринбургский драматический театр «Волхонка»
  - 2011 — «Подсвечник» А. де Мюссе, Центр современного искусства «Новая сцена» (г. Харьков, Украина)
  - 2011 — «Любовью не шутят» А. де Мюссе, Центр современного искусства «Новая сцена» (г. Харьков, Украина)
  - 2011 — «Венецианская ночь» по пьесам «Венецианская ночь», «Прихоти Марианны», «Фантазио» А. де Мюссе, Центр современного искусства «Новая сцена» (г. Харьков, Украина)
  - 2012 — «Сталкер» Братьев Стругацких, Екатеринбургский драматический театр «Волхонка»
  - 2012 — «В ожидании Годо» С. Беккета, Екатеринбургский драматический театр «Волхонка»
  - 2012 — «Пять вечеров» А. Володина, Екатеринбургский драматический театр «Волхонка»
  - 2013 — «Концерт по заявкам» Ф. Креца, Театральная мастерская «АСБ»
  - 2014 — «Отцы и сыновья» Б. Фрила по мотивам романа И. Тургенева «Отцы и дети», Челябинский государственный драматический «Камерный театр»[3]
  - 2014 — «Там живут люди» А. Фугарда, Екатеринбургский драматический театр «Волхонка»
  - 2014 — «Дни Турбиных» М. Булгакова, Екатеринбургский драматический театр «Волхонка»
  - 2014 — «Идущая за предел» Клима, Театральная мастерская «АСБ», Театр «ZA» (Финляндия, Хельсинки) [4]
  - 2014 — «Шаровая молния из Джиннистана» А. Вишневского, Театральная мастерская «АСБ», Театр «ZA» (Финляндия, Хельсинки) [5]
  - 2015 — «Космос или Жизнь — необъяснимая загадка» Клима, Театр «Модернъ», Москва
  - 2015 — «Машина едет к морю» А. Бьерклунда, Екатеринбургский драматический театр «Волхонка» [6]
  - 2015 — «ДАО» Клима, совместный проект Александринского театра, ContArtFamily, Театральной мастерской «АСБ»
  - 2016 — «Машина едет к морю» А. Бьерклунда, совместный проект Театра «Особняк» и Театральной мастерской «АСБ».
  - 2016 — «Москва-Петушки» В. Ерофеева, совместный российско-финский проект Театральной мастерской «АСБ» и Театра «ZA» [7]
  - 2017 — «Нежный возраст» Клима, Театральная мастерская «АСБ»
  - 2017 — «Стеклянный зверинец» Т. Уильямса, Театральная мастерская «АСБ»
  - 2018 — «Театр Медеи» Клима, Театральная мастерская «АСБ»
  - 2018 — «Сивилла» П. Лагерквиста, Театральная мастерская «АСБ»
  - 2019 — «Москва-Петушки» В. Ерофеева, Челябинский государственный драматический «Камерный театр»
  - 2019 — «Звезда моя, Аделаида» Клима, Театральная мастерская «АСБ»
  - 2020 — «Анна Каренина» Клима, Театр «Мастерская»
  - 2020 — «Концерт по заявкам» Ф. Крёца, Театральная мастерская «АСБ»
  - 2020 — «СУАД. Жить заново» Суад, совместный проект Театра «На Литейном» и Театральной мастерской «АСБ»
  - 2021 — «НЕ БЫТЬ И Я» Я. Рицос, совместный проект Театра «KARLSSON HAUS» и Театральной мастерской «АСБ»
  - 2021 — Проект «Лаборатория «8 из числа 7» или «7 дней с Идиотом» по одноименной книге Клима, Театральная мастерская «АСБ»
  - 2021 — «Соблюдайте пустоту» Клима, Театральная мастерская «АСБ»
  - 2022 — «Сын» Ф. Зеллера, Челябинский государственный драматический «Камерный театр»
  - 2022 — «Падший ангел» Клима, Театральная мастерская «АСБ»
  - 2022 — «Космос или Жизнь – необъяснимая загадка» Клима, Театральная мастерская «АСБ»
  - 2022 — «Бес-Сон-Ницца» Клима, Театральная мастерская «АСБ»